# Дарвиш, Юсеф
Юсеф Дарвиш (Youssef Darwish, араб. يوسف درويش‎ ; 2 октября 1910 — 7 июня 2006) — египетский трудовой юрист, активист рабочего и коммунистического движения. За годы политической активности он часто обвинялся в подрывной деятельности и заключался в тюрьму, проведя в застенках около 10 лет своей жизни. Будучи еврейского происхождения, он обратился в ислам в 1947 году и был одним из немногих представителей еврейской караимской общины, остававшихся в Египте после основания Израиля в 1948 году.

## Происхождение и ранние годы
Дарвиш родился в 1910 году в семье египетского еврея-ювелира Мусы Юсефа Фарага Дарвиша. Его семья принадлежала к меншине евреев-караимов — одной из общин, составлявших разнообразную мозаику египетского еврейства. В то время евреи-караимы были одновременно многоязычными и интегрированными в египетскую общину; большинство семей говорили дома на французском и арабском языках и отправляли своих детей в двуязычные школы. Некоторые семьи говорили также на греческом, русском и турецком.
В 1929 году Дарвиш окончил престижную французскую среднюю школу в Каире l'École des frères, а затем получил степень юриста в Тулузском университете в 1932 году. В Тулузе Дарвиш впервые познакомился с марксистской литературой и вступил в местную ячейку Французской коммунистической партии.

## Политическая деятельность
В 1934 году Дарвиш вернулся в Египет и начал свою карьеру в качестве трудового юриста и политического организатора. Вместе с двумя другими еврейско-египетскими активистами — Ахмадом Садиком Саадом и Раймоном Дуэком — он создал новую тайную организацию египетских коммунистов, известную как «Новая заря» (Аль-Фаджр аль-Джахид, араб. لفجر الجديد‎), которая была связана со многими профсоюзами. К середине 1940-х Дарвиш стал юридическим представителем 67 из 170 профсоюзов Египта, работая с минимальными гонорарами или вообще без них.
В 1946 году Дарвиш стал соучредителем Рабочего комитета за национальное освобождение, первой официальной марксистской организации в Египте. Комитет был антиимпериалистическим движением, требовавшим прекращения британской оккупации Египта, освобождения египетской экономики от иностранного влияния, развития египетского народного хозяйства, национализации всех монополий, включая Суэцкий канал, а также других медицинских, образовательных и политических реформ, таких как право голоса для женщин и расширение гражданских свобод. Организация позже была преобразована в «Народный авангард освобождения» (Ташт), «Народную демократию», «Рабочий авангард» и, наконец, Рабоче-крестьянскую коммунистическую партию, а затем слилась с другими коммунистическими организациями того времени в Коммунистической партии Египта (араб. الحزب الشيوعى المصرى‎).
В 1958 году президент Египта Гамаль Абдель Насер арестовал и заключил в тюрьму всех известных коммунистических активистов, включая Дарвиша. Тот оставался в тюрьме в течение 6 лет, в течение которых часто подвергался избиениям и пыткам. После освобождения он стал секретарём Международной ассоциации юристов-демократов. Он был повторно арестован в 1973 году, уже во время режима президента Анвара Садата: он был брошен в тюрьму на 3 месяца за коммунистическую агитацию, после чего покинул Египет на 13 лет, живя в эмиграции в Алжире и Чехословакии. Вернувшись в Египет в 1986 году, он работал в поддержке и консультировании Центра профсоюзов и услуг для рабочих в Хелуане. Он также помог Ахмеду Набилю эль-Хилали основать Народно-социалистическую партию.

## Семья
Египетская актриса Басма Хасан — внучка Юсефа Дарвиша.